# 革命的社会党 (フランス)

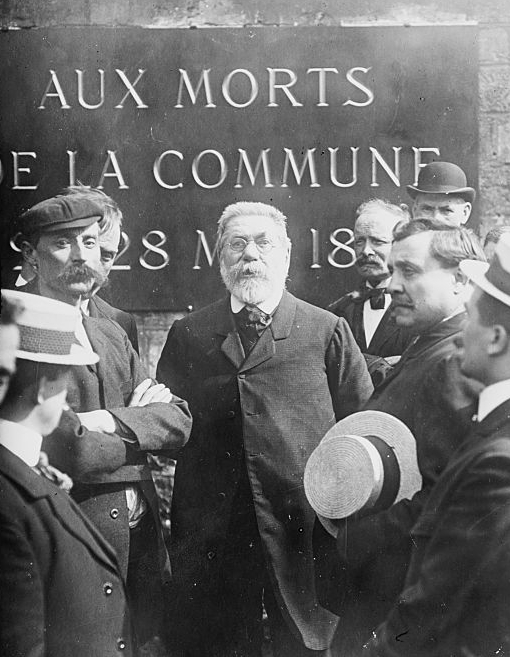
ペール・ラシェーズ墓地のパリ・コミューン犠牲者追悼碑の前に立つ革命的社会党の指導者エドゥアール・ヴァイヤン（中央）

革命的社会党（かくめいてきしゃかいとう、フランス語: Parti Socialiste Révolutionnaire）は1898年結成され1901年まで存続したフランスの社会主義政党。略称は「PSR」。現在のフランス社会党の源流となった政党の一つである。

## 沿革
1881年1月1日にルイ・オーギュスト・ブランキが死去し、結束を固め、労働党（POF）を離れたブランキストたちによって同年6月に結成された政治結社「中央革命委員会」（CRC / Comité Révolutionnaire Central）が、若手メンバーであったエドゥアール・ヴァイヤン（Édouard Vaillant）のもとで1898年より大衆的な革命的社会党（PSR）に改組された。この党派は労働条件の改善と日常闘争との重要性に理解をもちマルクス主義的前衛党の考え方に接近し社会主義勢力の統一に熱心であった。その一方で1899年社会主義者アレクサンドル・ミルランの入閣問題に際してこれを批判したように、ブルジョワ政権との協力には否定的であった。1901年、PSRは入閣問題について立場を同じくしていたPOFと合同しフランス国社会党（PSDF）を結成した。